# هوغو فيرنر
هوغو فيرنر (بالألمانية: Hugo Werner-Kahle)‏ (و. 1882 – 1961 م) هو ممثل، من ألمانيا، ولد في آخن، توفي في برلين، عن عمر يناهز 79 عاماً.

## وصلات خارجية
- هوغو فيرنر على موقع IMDb (الإنجليزية)
- هوغو فيرنر على موقع ألو سيني (الفرنسية)
- هوغو فيرنر على موقع قاعدة بيانات الأفلام السويدية (السويدية)
- هوغو فيرنر على موقع قاعدة بيانات الفيلم (الإنجليزية)
- هوغو فيرنر على موقع كينوبويسك (الروسية)